# Pteropus lombocensis
Pteropus lombocensis es una especie de murciélago de la familia Pteropodidae.

## Distribución geográfica
Es endémica de las Islas menores de la Sonda: Lombok, Sumbawa, Komodo, Flores, Lomblen, Pantar, Alor y Timor.